# Ignacio Vado Ruz
Ignacio Vado Ruz (Mérida, Yucatán, México, 15 de agosto de 1837 - Veracruz, Veracruz, 31 de enero de 1898) fue un político y médico mexicano nacido en la ciudad de Mérida, Yucatán y radicado por muchos años en el estado de Tabasco, donde llegó a ser gobernador interino designado por el Congreso del Estado.

## Primeros años
Sus primeros estudios los realizó en su ciudad natal Mérida. Posteriormente se trasladó a la Ciudad de México donde estudió en la Escuela de Medicina, recibiendo el tituló de médico el 4 de octubre de 1862.

## Gobernador de Tabasco
En 1871 siendo gobernador del estado Felipe J. Serra inicia en Tabasco una guerra civil entre Radicales y Progresistas, estos últimos tratando de rerrocar al gobernador argumentando que había triunfado en elecciones fraudulentas, obligándolo a renunciar el 19 de julio de 1871. Por lo que el Congreso del Estado bajo el control de los diputados del "bloque Progresista" nombró a Victorio Victorino Dueñas Gobernador Interino.
Sin embargo, Dueñas renunció cinco días después, al enterarse de la llegada de las fuerzas enviadas por el presidente Benito Juárez para restablecer el orden. Como la gubernatura estaba acéfala, el Congreso nombró gobernador interino a Ignacio Vado Ruz, quien asumió el cargo el 31 de julio de ese mismo año. Con el nombramiento de Vado Ruz como gobernador, y con la presencia de las fuerzas armadas enviadas por el presidente Juárez, se restableció la paz y el orden en la entidad.
Vado Ruz convocó a elecciones en las que resultó ganador Victorio Victorino Dueñas, a quien le entregó el gobierno el 31 de diciembre de ese año. Reitado a la vida privada, falleció en el puerto de Veracruz el 31 de enero de 1898.